# يوهان كرويف أرينا

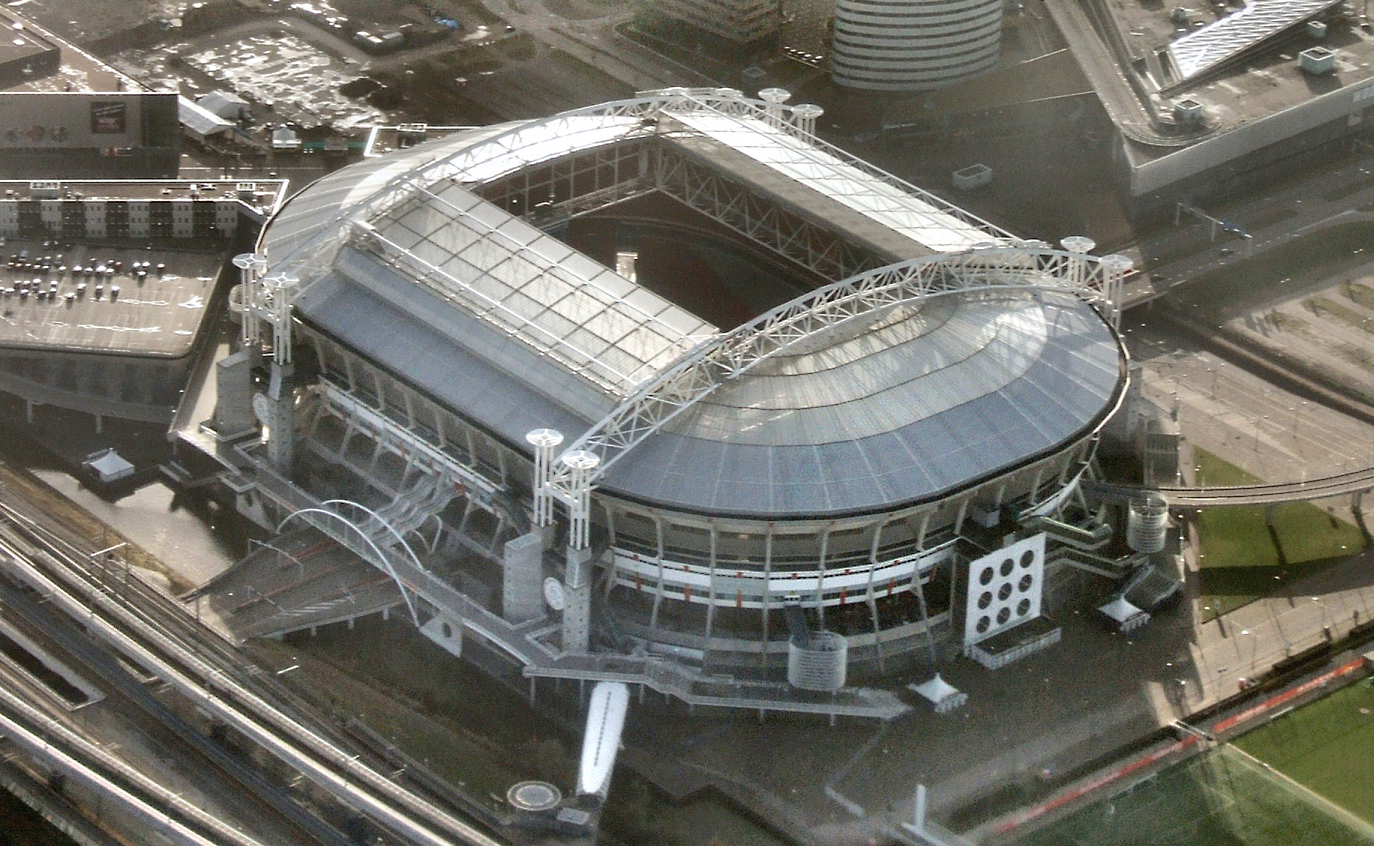
عملية اغلاق السقف فوق ملعب أمستردام أرينا

يوهان كرويف أرينا (تُكتب بالهولندية: Johan Cruijff ArenA) هو ملعب كرة قدم يقع في أمستردام عاصمة هولندا. يسع الملعب لجلوس 51,715 متفرج. يعتبر الملعب الرسمي الذي يخوض فيه نادي أياكس أمستردام مبارياته. تم افتتاح الملعب في سنة 1996 وكان يعرف باسم «أمستردام أرينا» إلى أن تم تغييره عام 2018 إلى الاسم الحالي تخليداً لذكرى النجم يوهان كرويف.